# Antoinette de Jong
Pour les articles homonymes, voir de Jong.
Antoinette Rijpma-de Jong, née le 6 avril 1995 à Heerenveen, est une patineuse de vitesse néerlandaise.
Elle est médaillée de bronze sur 3 000 mètres aux Jeux olympiques de 2018 puis sur le 1 500 m aux Jeux olympiques d'hiver de 2022.

## Palmarès

### Jeux olympiques d'hiver
| Épreuve / Édition   | 500 mètres | 1 000 mètres | 1 500 mètres                        | 3 000 mètres                        | 5 000 mètres | Mass start | Poursuite par équipes              |
| JO 2018 Pyeongchang | —          | —            | —                                   | Médaille de bronze, Jeux olympiques | —            | —          | Médaille d'argent, Jeux olympiques |
| JO 2022 Pékin       |            |              | Médaille de bronze, Jeux olympiques | 8e                                  |              |            |                                    |

Légende :
- : première place, médaille d'or
- : deuxième place, médaille d'argent
- : troisième place, médaille de bronze
- : pas d'épreuve
- — : Non disputée par le patineur
- DSQ : disqualifiée

### Championnats d'Europe toutes épreuves
- Médaille d'or en 2019.
- Médaille d'or en 2021.
- Médaille d'or en 2023.
- Médaille de bronze en 2016.
- Médaille de bronze en 2017.

### Championnats d'Europe simple distance
- Médaille d'or du 1 500 m en 2022.
- Médaille d'or de la poursuite par équipes en 2020.
- Médaille d'or de la poursuite par équipes en 2022.
- Médaille d'argent du 3 000 m en 2022.